# 101 км (зупинний пункт, Криворізька дирекція Придніпровської залізниці)
101 кіломе́тр — пасажирський залізничний зупинний пункт Криворізької дирекції Придніпровської залізниці на електрифікованій лінії Апостолове — Запоріжжя II між станціями Нікополь (3 км) та Марганець (17 км). Розташований на  східній околиці міста Нікополь (між свиновідгодівельним комплексом та сонячною електростанцією) Нікопольського району Дніпропетровської області.

## Пасажирське сполучення
Через зупинний пункт Платформа 101 км прямують приміські електропоїзди за напрямком Нікополь — Запоріжжя II, проте не зупиняються.